# Soulbook
Soulbook es el vigésimo quinto álbum de estudio del cantante de origen británico Rod Stewart, lanzado el 17 de octubre de 2009 por el sello J. Como sus cinco discos anteriores, Stewart canta canciones viejas. Steve Tyrell, Steven Jordan y Chuck Kentis se encargaron de la producción, mientras que Lou Adler, Herb Alpert, Gilbert Bécaud, Thomas Bell, Sam Cooke, Henry Cosby, Lamont Dozier, Linda Epstein, Kenneth Gamble, Eddie Holland, Leon Huff, Gary Jackson, Pierre Leroyer, Sylvia May, Raynard Miner, Warren Moore, Paul Riser, William Robinson, William "Smokey" Robinson, Barrett Strong, Marvin Tarplin, William Weatherspoon, Tony Joe White, Norman Whitfield y Stevie Wonder de la composición. Ha sido lanzado más de tres veces en disco compacto. Entró en las listas European Top 100 Albums, United Kingdom Albums, Billboard 200, Top Canadian Albums y Top Digital Albums, de los cuales en estos tres últimos se posicionó en los puestos cuatro, tres y catorce, respectivamente.  Recibió una crítica negativa por parte de los sitios AllMusic, Digital Spy, The Daily Telegraph, Entertainment Weekly, The Guardian, Rolling Stone, The New York Times, The Boston Globe, BBC Music y The Seattle Times.

## Crítica
Stephen Thomas Erlewine del sitio Allmusic le dio dos estrellas y media de cinco y opinó que era mejor que los Great American Songbook del cantante. John Pareles de The New York Times dio una crítica mixta. La revista estadounidense Rolling Stone simplemente le dio una estrella y media de cinco. Dave Simpson de The Guardian lo calificó con dos estrellas de cinco. Mikael Wood de Entertainment Weekly le dio una C+. Neil McCormick de The Daily Telegraph opinó que Stewart «finalmente encuentra el estilo [...] que definde su identidad musical» y lo calificó con tres estrellas de cinco. Mayer Nissim de Digital Spy le dio dos estrellas de cinco y opinó positivamente sobre su voz.

## Lista de canciones
1. «It's the Same Old Song»- 4:15
2. «My Cherie Amour»- 3:10 (con Stevie Wonder)
3. «You Make Me Feel Brand New»- 4:36 (con Mary J. Blige)
4. «(Your Love Keeps Lifting Me) Higher and Higher»- 3:21
5. «Tracks of My Tears»- 3:36 (con Smokey Robinson)
6. «Let It Be Me»- 3:16 (con Jennifer Hudson)
7. «Rainy Night in Georgia»- 4:13
8. «What Becomes of the Broken Hearted»- 3:19
9. «Love Train»- 3:03
10. «You've Really Got a Hold on Me»- 3:17
11. Wonderful World"- 3:33
12. If You Don't Know Me by Now"- 3:59
13. «Just My Imagination»- 3:35

- Fuente:[1]

## Posicionamiento en listas
| Lista (2009)                 | Posición |
| ---------------------------- | -------- |
| Billboard 200                | 4        |
| Billboard Top Digital Albums | 14       |
| Canadian Albums Chart        | 3        |
| Hungarian Albums Chart       | 12       |
| UK Albums Chart              | 9        |

### Lista de fin de año
| Lista (2010)          | Posición |
| --------------------- | -------- |
| EE. UU. Billboard 200 | 162      |